# Jan Montyn
Jan Montyn (13 de noviembre de 1924 – 10 de agosto de 2015) fue un artista neerlandés, especializado en grabado. Fue conocido por sus pinturas de las guerras de las cuales había sido testigo.
Montyn nació en el seno de una familia calvinista y creció en Oudewater. Durante la Segunda Guerra Mundial se enlistó en la Marina alemana y peleó en el frente este. Luego de la guerra vivió en Francia y en los Países Bajos. Sus obras se encuentran expuestas en la Bibliothèque Nationale en París, el Museum of Modern Art en Nueva York y en el Museum Boijmans Van Beuningen en Róterdam.
Montyn falleció el 10 de agosto del 2015 en Ámsterdam, a los 90 años.